# Aksys Games
Az Aksys Games Localization, Inc. videójáték-kiadó cég, amely japán videójátékok angol nyelvterületű piacokra való lokalizációjára szakosodott. A vállalatot 2006-ban alapította Akibo Shieh. Az Aksys Games ügyfelei közé tartozik többek között a Namco Bandai Games, az Xseed Games és az Atlus USA is. Az Aksys elsősorban a Guilty Gear sorozat révén ismert. A cég az Eagle Eye Golf című PlayStation 2-játék bejelentésével vált teljes körű videójáték-kiadóvá.
A cég neve csak véletlenségből hasonlít az azzal partneri viszonyt ápoló japán Arc System Worksszel. Nevük hasonlósága és az egymás közti partnerségük ellenére egyik cég tulajdonában sincs a másik. Az Aksys Games az Arc System Works számos játékát jelentette meg Észak-Amerikában, sőt még segített is a cégnek megjelentetni a Bit.Trip sorozatot Japánban.
Az Aksys a Rising Star Games európai kiadó észak-amerikai forgalmazója.

## Videójátékaik

### Konzoljátékok

#### PlayStation 2
| Cím                             | Megjelenési dátum    | Fejlesztő        | Platform      |
| ------------------------------- | -------------------- | ---------------- | ------------- |
| Eagle Eye Golf                  | 2006. október 10.    | Telenet Japan    | PlayStation 2 |
| Guilty Gear XX Accent Core      | 2007. szeptember 11. | Arc System Works | PlayStation 2 |
| Guilty Gear XX Accent Core Plus | 2009. április 7.     | Arc System Works | PlayStation 2 |

#### PlayStation 3
| Cím                                                       | Megjelenési dátum    | Fejlesztő                        | Platform            |
| --------------------------------------------------------- | -------------------- | -------------------------------- | ------------------- |
| BlazBlue: Calamity Trigger                                | 2009. június 30.     | Arc System Works                 | PlayStation 3       |
| Battle Fantasia                                           | 2009. december 22.   | Arc System Works                 | PlayStation 3 (PSN) |
| Record of Agarest War                                     | 2010. április 27.    | Compile Heart, Red Entertainment | PlayStation 3 (PSN) |
| BlazBlue: Continuum Shift                                 | 2010. július 27.     | Arc System Works                 | PlayStation 3       |
| Arcana Heart 3                                            | 2011. április 19.    | Arc System Works, Examu          | PlayStation 3 (PSN) |
| Record of Agarest War Zero                                | 2011. június 14.     | Compile Heart, Red Entertainment | PlayStation 3       |
| Record of Agarest War 2                                   | 2012. június 26.     | Compile Heart, Red Entertainment | PlayStation 3       |
| Crazy Strike Bowling                                      | 2012. augusztus 21.  | Corecell Technology              | PlayStation 3 (PSN) |
| Bit.Trip Presents… Runner2: Future Legend of Rhythm Alien | 2013. március 5.     | Gaijin Games                     | PlayStation 3 (PSN) |
| Magus                                                     | 2014. február 25.    | Black Tower                      | PlayStation 3       |
| BlazBlue: Chrono Phantasma                                | 2014. március 25.    | Arc System Works                 | PlayStation 3       |
| Hakuoki: Stories of the Shinsengumi                       | 2014. május 6.       | Idea Factory                     | PlayStation 3       |
| Xblaze Code: Embryo                                       | 2014. június 24.     | Arc System Works                 | PlayStation 3       |
| Arcana Heart 3: Love Max!!!!!                             | 2014. szeptember 23. | Arc System Works, Examu          | PlayStation 3       |
| Guilty Gear Xrd                                           | 2014. december 16.   | Arc System Works                 | PlayStation 3       |
| Under Night In-Birth Exe:Late                             | 2015. február 24.    | Ecole Software, French Bread     | PlayStation 3       |
| Tokyo Twilight Ghost Hunters                              | 2015. március 10.    | Now Production, Toybox Inc.      | PlayStation 3       |
| BlazBlue: Chrono Phantasma Extend                         | 2015. június 30.     | Arc System Works                 | PlayStation 3       |
| Xblaze: Lost Memories                                     | 2015. augusztus 11.  | Arc System Works                 | PlayStation 3       |
| Aegis of Earth: Protonovus Assault                        | 2016. március 15.    | Acquire                          | PlayStation 3       |
| Guilty Gear Xrd Revelator                                 | 2016. június 7.      | Arc System Works                 | PlayStation 3       |
| Tokyo Twilight Ghost Hunters Daybreak: Special Gigs       | 2016. szeptember 20. | Now Production, Toybox Inc.      | PlayStation 3 (PSN) |
| BlazBlue: Central Fiction                                 | 2016. november 1.    | Arc System Works                 | PlayStation 3       |
| Guilty Gear Xrd: Rev 2                                    | 2017. május 26.      | Arc System Works                 | PlayStation 3       |
| Under Night In-Birth Exe:Late[st]                         | 2017.                | Ecole Software, French Bread     | PlayStation 3 (PSN) |

#### PlayStation 4
| Cím                                                 | Megjelenési dátum    | Fejlesztő                    | Platform            |
| --------------------------------------------------- | -------------------- | ---------------------------- | ------------------- |
| Guilty Gear Xrd                                     | 2014. december 16.   | Arc System Works             | PlayStation 4       |
| BlazBlue: Chrono Phantasma Extend                   | 2015. június 30.     | Arc System Works             | PlayStation 4       |
| Aegis of Earth: Protonovus Assault                  | 2016. március 15.    | Acquire                      | PlayStation 4       |
| Chronicles of Teddy: Harmony of Exidus              | 2016. március 29.    | LookAtMyGame                 | PlayStation 4 (PSN) |
| Guilty Gear Xrd Revelator                           | 2016. június 7.      | Arc System Works             | PlayStation 4       |
| Tokyo Twilight Ghost Hunters Daybreak: Special Gigs | 2016. szeptember 20. | Now Production, Toybox Inc.  | PlayStation 4       |
| BlazBlue: Central Fiction                           | 2016. november 1.    | Arc System Works             | PlayStation 4       |
| Zero Escape: The Nonary Games                       | 2017. március 24.    | Spike Chunsoft               | PlayStation 4       |
| Guilty Gear Xrd: Rev 2                              | 2017. május 26.      | Arc System Works             | PlayStation 4       |
| Zero Time Dilemma                                   | 2017. augusztus 18.  | Spike Chunsoft               | PlayStation 4       |
| Under Night In-Birth Exe:Late[st]                   | 2017.                | Ecole Software, French Bread | PlayStation 4 (PSN) |
| Tokyo Xanadu eX+                                    | 2017.                | Nihon Falcom                 | PlayStation 4       |
| Code: Realize − Bouquet of Rainbows                 | 2018.                | Otomate                      | PlayStation 4       |

#### Wii
| Cím                                 | Megjelenési dátum    | Fejlesztő        | Platform              |
| ----------------------------------- | -------------------- | ---------------- | --------------------- |
| Hooked! Real Motion Fishing         | 2007. október 30.    | SIMS             | Wii                   |
| Guilty Gear XX Accent Core          | 2007. november 15.   | Arc System Works | Wii                   |
| MiniCopter: Adventure Flight        | 2008. április 11.    | Sonic Powered    | Wii                   |
| River City Ransom                   | 2008. április 21.    | Technos          | Wii (Virtual Console) |
| Double Dragon                       | 2008. április 28.    | Technos          | Wii (Virtual Console) |
| Renegade                            | 2008. május 5.       | Technos          | Wii (Virtual Console) |
| Castle of Shikigami III             | 2008. május 13.      | Alfa System      | Wii                   |
| Family Table Tennis                 | 2008. május 26.      | Arc System Works | Wii (WiiWare)         |
| Super Dodge Ball                    | 2008. szeptember 22. | Technos          | Wii (Virtual Console) |
| Family Glide Hockey                 | 2009. január 19.     | Arc System Works | Wii (WiiWare)         |
| Bit.Trip Beat                       | 2009. március 16.    | Gaijin Games     | Wii (WiiWare)         |
| Family Pirate Party                 | 2009. május 11.      | Arc System Works | Wii (WiiWare)         |
| Guilty Gear XX Accent Core Plus     | 2009. május 12.      | Arc System Works | Wii                   |
| Family Mini Golf                    | 2009. június 22.     | Arc System Works | Wii (WiiWare)         |
| Bit.Trip Core                       | 2009. július 6.      | Gaijin Games     | Wii (WiiWare)         |
| Family Slot Car Racing              | 2009. augusztus 17.  | Arc System Works | Wii (WiiWare)         |
| Crash ’n the Boys: Street Challenge | 2009. szeptember 14. | Technos          | Wii (Virtual Console) |
| Family Tennis                       | 2009. szeptember 21. | Arc System Works | Wii (WiiWare)         |
| Family Card Games                   | 2009. november 2.    | Arc System Works | Wii (WiiWare)         |
| Hooked! Again: Real Motion Fishing  | 2009. november 3.    | SIMS             | Wii                   |
| The Combatribes                     | 2009. november 20.   | Technos          | Wii (Virtual Console) |
| Bit.Trip Void                       | 2009. november 23.   | Gaijin Games     | Wii (WiiWare)         |
| Family Go-Kart Racing               | 2010. február 22.    | Arc System Works | Wii (WiiWare)         |
| Bit.Trip Runner                     | 2010. május 17..     | Gaijin Games     | Wii (WiiWare)         |
| Deer Captor                         | 2010. augusztus 2.   | Arc System Works | Wii (WiiWare)         |
| Bit.Trip Fate                       | 2010. október 25.    | Gaijin Games     | Wii (WiiWare)         |
| Derby Dogs                          | 2010. november 15.   | SIMS             | Wii (WiiWare)         |
| Bit.Trip Complete                   | 2011. szeptember 13. | Gaijin Games     | Wii                   |

#### Wii U
| Cím                                    | Megjelenési dátum | Fejlesztő    | Platform      |
| -------------------------------------- | ----------------- | ------------ | ------------- |
| Chronicles of Teddy: Harmony of Exidus | 2016. március 31. | LookAtMyGame | Wii U (eShop) |

#### Xbox 360
| Cím                                                       | Megjelenési dátum    | Fejlesztő                        | Platform        |
| --------------------------------------------------------- | -------------------- | -------------------------------- | --------------- |
| Battle Fantasia                                           | 2008. szeptember 16. | Arc System Works                 | Xbox 360        |
| Guilty Gear 2: Overture                                   | 2008. október 7.     | Arc System Works                 | Xbox 360        |
| BlazBlue: Calamity Trigger                                | 2009. június 30.     | Arc System Works                 | Xbox 360        |
| 0-D Beat Drop                                             | 2009. november 11.   | Cyclone Zero                     | Xbox 360 (XBLA) |
| Record of Agarest War                                     | 2010. április 27.    | Compile Heart, Red Entertainment | Xbox 360        |
| DeathSmiles                                               | 2010. június 28.     | CAVE                             | Xbox 360        |
| BlazBlue: Continuum Shift                                 | 2010. július 27.     | Arc System Works                 | Xbox 360        |
| Record of Agarest War Zero                                | 2011. június 14.     | Compile Heart, Red Entertainment | Xbox 360        |
| Bit.Trip Presents… Runner2: Future Legend of Rhythm Alien | 2013. február 27.    | Gaijin Games                     | Xbox 360 (XBLA) |
| A.R.E.S: Extinction Agenda EX                             | 2013. október 2.     | Extend Studio                    | Xbox 360 (XBLA) |

#### Xbox One
| Cím                               | Megjelenési dátum | Fejlesztő        | Platform |
| --------------------------------- | ----------------- | ---------------- | -------- |
| BlazBlue: Chrono Phantasma Extend | 2015. június 30.  | Arc System Works | Xbox One |

### Kézikonzolos játékok

#### Nintendo DS
| Cím                                               | Megjelenési dátum    | Fejlesztő                       | Platform               |
| ------------------------------------------------- | -------------------- | ------------------------------- | ---------------------- |
| Hoshigami Remix                                   | 2007. június 25.     | Barnhouse Effect                | Nintendo DS            |
| Super Dodgeball Brawlers                          | 2008. május 27.      | Arc System Works                | Nintendo DS            |
| Jake Hunter: Detective Chronicles                 | 2008. június 11.     | WorkJam                         | Nintendo DS            |
| From the Abyss                                    | 2008. augusztus 26.  | Sonic Powered                   | Nintendo DS            |
| Theresia                                          | 2008. október 30.    | WorkJam                         | Nintendo DS            |
| Princess on Ice                                   | 2008. november 5.    | Arc System Works                | Nintendo DS            |
| Jake Hunter Detective Story: Memories of the Past | 2009. május 26.      | WorkJam                         | Nintendo DS            |
| Rockin’ Pretty                                    | 2009. július 20.     | Arc System Works                | Nintendo DS            |
| Squeeballs Party                                  | 2009. október 12.    | Eiconic Games                   | Nintendo DS            |
| Hero’s Saga Laevatein Tactics                     | 2009. október 20.    | GungHo Online Entertainment     | Nintendo DS            |
| Animal Puzzle Adventure                           | 2010. január 4.      | Arc System Works                | Nintendo DSi (DSiWare) |
| Jazzy Billiards                                   | 2010. január 11.     | Arc System Works                | Nintendo DSi (DSiWare) |
| World Cup of Pool                                 | 2010. február 12.    | Midas Interactive Entertainment | Nintendo DS            |
| Don’t Cross the Line                              | 2010. június 7.      | Jupiter                         | Nintendo DSi (DSiWare) |
| River City Soccer Hooligans                       | 2010. június 10.     | Arc System Works                | Nintendo DS            |
| BlayzBloo: Super Melee Brawlers Battle Royale     | 2010. augusztus 2.   | Arc System Works                | Nintendo DSi (DSiWare) |
| Everyday Soccer                                   | 2010. szeptember 20. | Arc System Works                | Nintendo DSi (DSiWare) |
| River City Super Sports Challenge                 | 2010. október 12.    | Million                         | Nintendo DS            |
| Nine Hours, Nine Persons, Nine Doors              | 2010. november 16.   | Chunsoft                        | Nintendo DS            |
| Pro Jumper! Guilty Gear Tangent!?                 | 2011. június 23.     | Arc System Works                | Nintendo DSi (DSiWare) |
| Defense of the Middle Kingdom                     | 2011. szeptember 15. | Arc System Works                | Nintendo DSi (DSiWare) |

#### Nintendo 3DS
| Cím                                                | Megjelenési dátum    | Fejlesztő                   | Platform                       |
| -------------------------------------------------- | -------------------- | --------------------------- | ------------------------------ |
| BlazBlue: Continuum Shift II                       | 2011. május 31.      | Arc System Works            | Nintendo 3DS                   |
| Bit.Trip Saga                                      | 2011. szeptember 13. | Gaijin Games                | Nintendo 3DS                   |
| Double Dragon                                      | 2011. október 20.    | Technos                     | Nintendo 3DS (Virtual Console) |
| Zero Escape: Virtue’s Last Reward                  | 2012. október 23.    | Chunsoft                    | Nintendo 3DS                   |
| Hakuoki: Memories of the Shinsengumi               | 2013. szeptember 24. | Idea Factory, Otomate       | Nintendo 3DS                   |
| Shifting World                                     | 2013. szeptember 1.  | Fishing Cactus              | Nintendo 3DS                   |
| Moco Moco Friends                                  | 2015. november 17.   | Nippon Columbia             | Nintendo 3DS                   |
| Family Fishing                                     | 2015. november 19.   | Arc System Works            | Nintendo 3DS (eShop)           |
| Radiohammer                                        | 2015. december 10.   | Arc System Works            | Nintendo 3DS (eShop)           |
| Slice It!                                          | 2016. január 14.     | Arc System Works, Com2uS    | Nintendo 3DS (eShop)           |
| Langrisser Re:Incarnation Tensei                   | 2016. április 19.    | Career Soft, Masaya Games   | Nintendo 3DS                   |
| Zero Time Dilemma                                  | 2016. június 28.     | Spike Chunsoft              | Nintendo 3DS                   |
| Ninja Usagimaru: The Mysterious Karakuri Castle    | 2016. szeptember 29. | F K Digital                 | Nintendo 3DS (eShop)           |
| Chase: Cold Case Investigations – Distant Memories | 2016. október 13.    | Arc System Works            | Nintendo 3DS (eShop)           |
| Creeping Terror                                    | 2017.                | Sushi Typhoon Games, Mebius | Nintendo 3DS (eShop)           |
| Jake Hunter Detective Story: Ghost of the Dusk     | 2018.                | Arc System Works            | Nintendo 3DS                   |

#### PlayStation Portable
| Cím                                    | Megjelenési dátum    | Fejlesztő                                      | Platform                   |
| -------------------------------------- | -------------------- | ---------------------------------------------- | -------------------------- |
| Guilty Gear XX Accent Core Plus        | 2009. április 7.     | Arc System Works                               | PlayStation Portable       |
| BlazBlue: Calamity Trigger Portable    | 2010. február 25.    | Arc System Works                               | PlayStation Portable       |
| Cho Aniki Zero                         | 2010. március 25.    | Extreme                                        | PlayStation Portable (PSN) |
| Mimana Iyar Chronicle                  | 2010. március 30.    | Kogado Studio, Premium Agency                  | PlayStation Portable       |
| Gladiator Begins                       | 2010. szeptember 14. | Goshow                                         | PlayStation Portable       |
| Blazing Souls Accelate                 | 2010. október 19.    | Neverland                                      | PlayStation Portable       |
| Jikandia: The Timeless Land            | 2011. március 15.    | Opus Studio                                    | PlayStation Portable       |
| BlazBlue: Continuum Shift II           | 2011. május 31.      | Arc System Works                               | PlayStation Portable       |
| Fate/Extra                             | 2011. november 1.    | Type-Moon                                      | PlayStation Portable       |
| Hakuoki: Demon of the Fleeting Blossom | 2012. február 14.    | Idea Factory, Otomate                          | PlayStation Portable       |
| Hakuoki: Warriors of the Shinsengumi   | 2012. november 6.    | Idea Factory                                   | PlayStation Portable       |
| Ragnarok Tactics                       | 2013. február 19.    | GungHo Online Entertainment, Apollosoft, Chime | PlayStation Portable       |
| Sweet Fuse: At Your Side               | 2013. augusztus 27.  | Idea Factory, Otomate, Comcept                 | PlayStation Portable       |

#### PlayStation Vita
| Cím                                                            | Megjelenési dátum    | Fejlesztő                    | Platform               |
| -------------------------------------------------------------- | -------------------- | ---------------------------- | ---------------------- |
| Blazblue: Continuum Shift Extend                               | 2012. február 14.    | Arc System Works             | PlayStation Vita       |
| Zero Escape: Virtue’s Last Reward                              | 2012. október 23.    | Chunsoft                     | PlayStation Vita       |
| Muramasa Rebirth                                               | 2013. június 25.     | Vanillaware                  | PlayStation Vita       |
| Sorcery Saga: Curse of the Great Curry God                     | 2013. december 10.   | Compile Heart, ZeroDiv       | PlayStation Vita       |
| Mind Zero                                                      | 2014. május 27.      | Acquire, ZeroDiv             | PlayStation Vita       |
| BlazBlue: Chrono Phantasma                                     | 2014. június 24.     | Arc System Works             | PlayStation Vita       |
| Xblaze Code: Embryo                                            | 2014. június 24.     | Arc System Works             | PlayStation Vita       |
| Arcana Heart 3: Love Max!!!!!                                  | 2014. szeptember 23. | Examu                        | PlayStation Vita       |
| Tokyo Twilight Ghost Hunters                                   | 2015. március 10.    | Now Production, Toybox Inc.  | PlayStation Vita       |
| BlazBlue: Chrono Phantasma Extend                              | 2015. július 28.     | Arc System Works             | PlayStation Vita       |
| Xblaze: Lost Memories                                          | 2015. augusztus 11.  | Arc System Works             | PlayStation Vita       |
| Code:Realize: Guardian of Rebirth                              | 2015. október 20.    | Otomate                      | PlayStation Vita       |
| Norn9: Var Commons                                             | 2015. november 10.   | Otomate                      | PlayStation Vita       |
| Aegis of Earth: Protonovus Assault                             | 2016. március 15.    | Acquire                      | PlayStation Vita       |
| Zero Time Dilemma                                              | 2016. június 28.     | Spike Chunsoft               | PlayStation Vita       |
| Shiren the Wanderer: The Tower of Fortune and the Dice of Fate | 2016. július 26.     | Spike Chunsoft               | PlayStation Vita       |
| Tokyo Twilight Ghost Hunters Daybreak: Special Gigs            | 2016. szeptember 20. | Now Production, Toybox Inc.  | PlayStation Vita (PSN) |
| Exist Archive: The Other Side of the Sky                       | 2016. október 18.    | Spike Chunsoft, tri-Ace      | PlayStation Vita       |
| Zero Escape: The Nonary Games                                  | 2017. március 24.    | Spike Chunsoft               | PlayStation Vita       |
| Period: Cube − Shackles of Amadeus                             | 2017. április 28.    | Otomate                      | PlayStation Vita       |
| Tokyo Xanadu                                                   | 2017. június 30.     | Falcom                       | PlayStation Vita       |
| Ninja Usagimaru: Two Tails of Adventure                        | 2017. július 7.      | F K Digital                  | PlayStation Vita (PSN) |
| Bad Apple Wars                                                 | 2017. szeptember 29. | Otomate                      | PlayStation Vita       |
| Under Night In-Birth Exe:Late[st]                              | 2017.                | Ecole Software, French Bread | PlayStation Vita (PSN) |
| Code: Realize − Future Blessings                               | 2017.                | Otomate                      | PlayStation Vita       |
| Collar × Malice                                                | 2017.                | Otomate                      | PlayStation Vita       |
| Drive Girls                                                    | 2017.                | Tamsoft                      | PlayStation Vita       |
| 7’scarlet                                                      | 2018.                | Otomate                      | PlayStation Vita       |
| Psychedelica of the Ashen Hawk                                 | 2018.                | Otomate                      | PlayStation Vita       |
| Psychedelica of the Black Butterfly                            | 2018.                | Otomate                      | PlayStation Vita       |

#### iOS
| Cím                  | Megjelenési dátum | Fejlesztő         | Platform |
| -------------------- | ----------------- | ----------------- | -------- |
| Double Dragon iPhone | 2011. március 4.  | Brizo Interactive | iOS      |
| Banshee’s Last Cry   | 2014. január 24.  | Spike Chunsoft    | iOS      |
| 999: The Novel       | 2014. március 17. | Spike Chunsoft    | iOS      |

### Számítógépes játékok

#### Microsoft Windows
| Cím                                | Megjelenési dátum   | Fejlesztő        | Platform                  |
| ---------------------------------- | ------------------- | ---------------- | ------------------------- |
| Xblaze Code: Embryo                | 2016. március 1.    | Arc System Works | Microsoft Windows (Steam) |
| Mind Zero                          | 2016. március 8.    | Acquire, ZeroDiv | Microsoft Windows (Steam) |
| Zero Time Dilemma                  | 2016. június 30.    | Spike Chunsoft   | Microsoft Windows (Steam) |
| Aegis of Earth: Protonovus Assault | 2016. július 19.    | Acquire          | Microsoft Windows (Steam) |
| Xblaze: Lost Memories              | 2016. augusztus 11. | Arc System Works | Microsoft Windows (Steam) |
| Tokyo Xanadu eX+                   | 2017.               | Nihon Falcom     | Microsoft Windows (Steam) |